# NGC 7214
NGC 7214 este o interacting galaxies⁠(d) situată în constelația Peștele Austral. A fost descoperită în 30 iulie 1834 de către John Herschel. Se află la o distanță de 100,8 megaparseci de Pământ.